# Drosera regia
Drosera regia é uma planta carnívora do gênero Drosera, endêmica de um único vale na África do Sul. O nome do gênero Drosera vem da palavra grega droseros, que significa "coberto de orvalho". O epíteto específico regia é derivado do latim e significa "real", uma referência à "aparência impressionante" da espécie. Folhas individuais podem alcançar 70 centímetros de comprimento. A espécie possui numerosas características relictas inusitadas não encontradas na maioria das outras espécies Drosera, incluindo rizomas lenhosos, pólen operculado e falta de vernação circinada no crescimento do escapo. Todos estes fatores, combinados com dados moleculares de análise filogenética, contribuem com a evidência de que D. regia possui algumas das características mais primitivas do gênero. Algumas das quais são compartilhadas com a Vênus papa-moscas (Dionaea muscipula), o que sugere uma proximidade na relação evolucionária.
As folhas cobertas de tentáculos podem capturar grandes presas, como besouros, mariposas e borboletas. Os tentáculos de todas as espécies Drosera são glândulas especializadas em forma de haste na superfície superior da folha que produzem uma mucilagem pegajosa. As folhas são consideradas armadilhas caça-moscas ativas que reagem à captura da presa dobrando-se para enrolá-la. Em seu habitat nativo, denominado fynbos, as plantas competem por espaço com espartinas nativas e arbustos baixos de folha persistente. Das duas populações conhecidas de D. regia, o local de maior altitude parece estar coberto e está em risco de extinção local. No local de menor altitude, estima-se haver cerca de 50 plantas adultas, sendo considerada a espécie de Drosera mais ameaçada, uma vez que a sua sobrevivência em estado selvagem está crítico. É muitas vezes cultivada por entusiastas de plantas carnívoras, sendo que foi registado um único cultivar.

## Descrição
Plantas Drosera regia são plantas herbáceas muito grandes que produzem rizomas lenhosos horizontais e uma coroa de grandes folhas lineares de até 70 cm (28 pol) de comprimento e 2 cm (0,8 pol) de largura. As folhas possuem glândulas em forma de haste (tentáculos) em sua superfície superior ao longo de quase todo seu comprimento. As folhas não possuem pecíolos nem estípulas, emergindo por  vernação circinada (desenrolar) e afunilando para uma ponta filiforme.

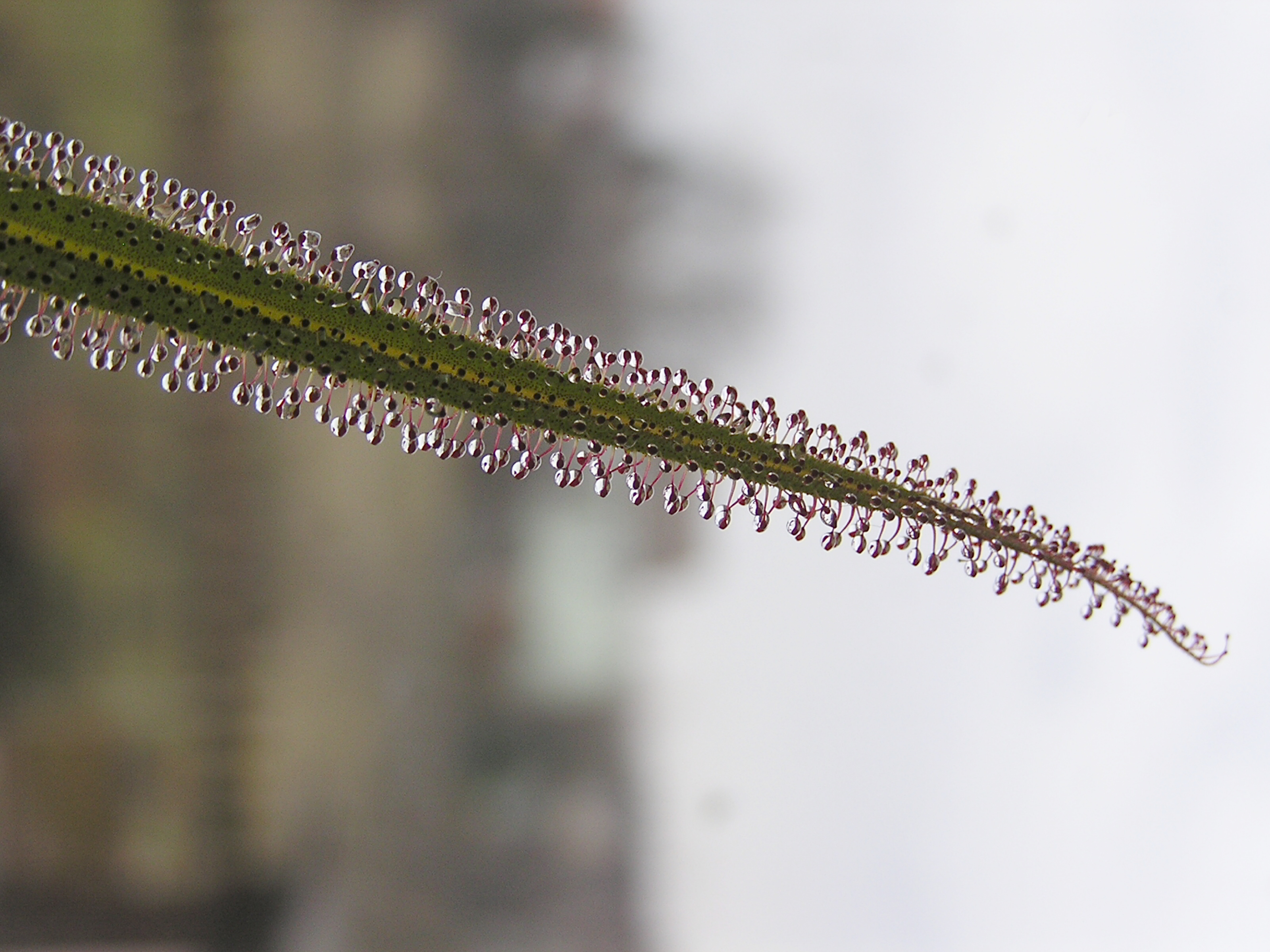
Detalhe de uma folha de D. regia

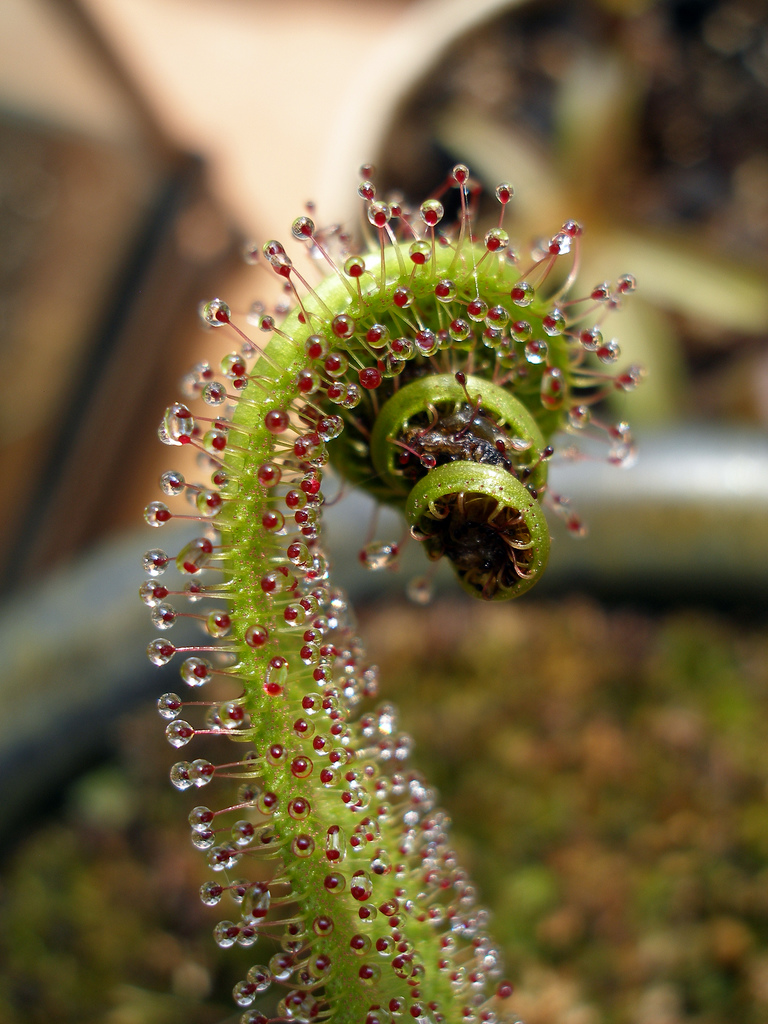
Uma folha em torno de uma presa capturada

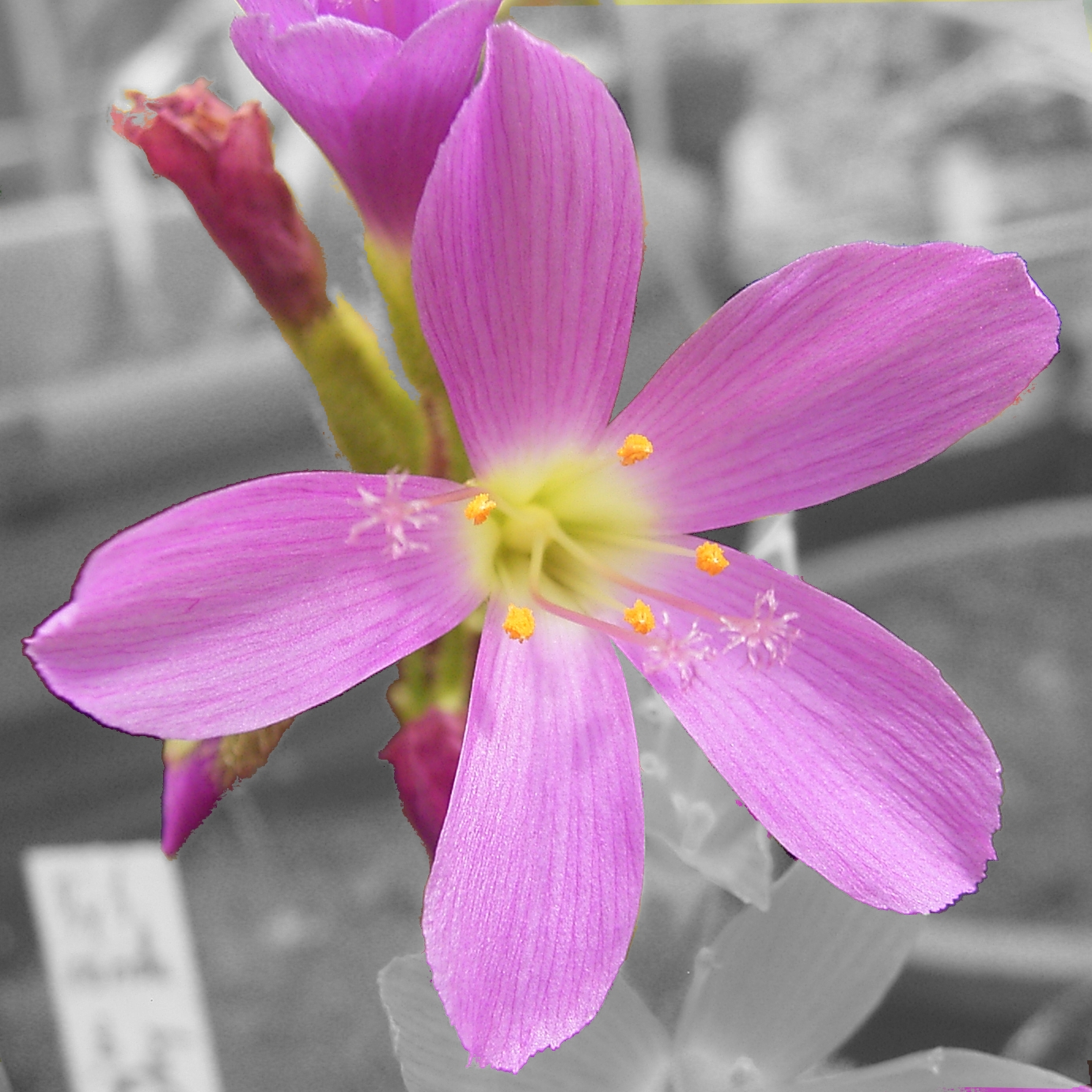
Detalhe de uma flor D. regia

Os tentáculos e a folha em si são capazes de reagir à presa dobrando em direção ao inseto pela mucilagem pegajosa produzida pelas glândulas. As folhas são capazes de dobrar-se várias vezes. Cada folha pode possuir milhares de tentáculos, o que pode ajudar na captura e retenção de presas relativamente grandes. Sabe-se que, em seu habitat nativo, a D. regia captura grandes besouros, mariposas e borboletas. As plantas ficam dormentes durante a estação mais fria e formam um broto letárgico, que consiste num conjunto apertado de pequenas folhas imaturas. As plantas começam a emergir da letargia em meados de julho com uma típica estação de crescimento que se estende de outubro a abril, embora isto seja variável e alguns exemplares podem continuar a crescer durante todo o ano sem passar por qualquer período de dormência. As folhas morrem mas permanecem anexas ao tronco, que é curto, e com as folhas enegrecidas dos anos anteriores que protegem a parte inferior da planta.
Os rizomas lenhosos produzidos pela planta são uma das características incomuns que ela compartilha apenas com a D. arcturi do mesmo gênero; a ausência de rizomas lenhosos em todas as outras Drosera é frequentemente citada como uma indicação da suposta linhagem ancestral de D. regia e D. arcturi. A Drosera regia também tem poucas raízes espessas e carnudas, as quais possuem pelos radiculares nas extremidades da raiz com cerca de 15 cm (6 pol). A reprodução assexuada das plantas maduras ocorre normalmente após a floração, com novas plantas brotando do rizoma e das raízes. Depois de um incêndio, normalmente brotam novas plantas a partir das raízes que não foram danificadas.
A Drosera regia floresce em janeiro e fevereiro, produzindo escapos de até 40 cm (16 pol) de comprimento. Os escapos emergem verticalmente, de todos os outros escapos do gênero Drosera, com exceção da D. arcturi. Os escapos consistem de dois ramos primários e comportam de 5 a 20 (algumas vezes 30) flores rosadas sem aroma com pétalas de 2–3 cm de comprimento. As brácteas são pequenas, com alguns tentáculos de pequenas dimensões. Cada flor tem três pistilos que emergem do topo do ovário e se estendem para além dos cinco estames eretos de 15 mm de comprimento, que circundam o ovário. Esta disposição minimiza a probabilidade de autofecundação. Estudos têm demonstrado que o pólen operculado é libertado em tétrades (grupos fundidos compostos por quatro grãos de pólen), características semelhantes à Dionaea muscipula (a Vênus pega-moscas) e à Aldrovanda vesiculosa, é compatível com a clonagem, no qual resulta da falta de produção de sementes quando as plantas se autofertilizam. As sementes apresentam coloração do marrom ao preto, são lineares e ornamentadas com uma espécie de uma fina filigrana, com 2mm de comprimento e 0,5mm de diâmetro. As sementes são libertadas em finais de março.
As características incomuns que a separam das outras espécies do gênero incluem o rizoma lenhoso, pistilos não divididos e o pólen operculado. A Drosera regia compartilha outras características com uma outra variedade robusta da Tasmânia, a D. arcturi, incluindo a falta de estípulas e pecíolos e o crescimento não circinado do escapo.
A planta tem um número diploide de cromossomos de  2n = 34, o qual é incomum para o gênero Drosera e está mais perto do número diploide de cromossomos da dioneia (Dionaea muscipula), outro membro da família Droseraceae. A partir de vários estudos ter-se-á determinado um número variável de cromossomas da Dionaea que incluem 2n = 30, 32, e 33. Das espécies Drosera com contagens cromossômicas conhecidas, a maioria tem um múltiplo de x = 10. Baseado em uma extensa revisão de estudos sobre cariótipo, o botânico Fernando Rivadavia sugere que o número base de cromossomos para o gênero poderia ser  2n = 20, um número que muitas espécies de Drosera compartilham, incluindo a difundida D. rotundifolia. Exceções a este número base incluem as espécies de Drosera australianas, neozelandesas e do Sudeste Asiático, que têm números de cromossomos variando de 2n = 6 a 64.

## Distribuição e habitat
Drosera regia é endêmica da África do Sul e só foi encontrada em dois locais em altitudes de 500 metros e 900 metros nas montanhas Bainskloof perto de Wellington, Western Cape. Apesar de extensa exploração, a D. regia não foi encontrada em qualquer local semelhante em vales vizinhos. Pequenas variações morfológicas, como folhas maiores foram registradas a partir destas duas pequenas populações, que estão restritas a uma área de algumas centenas de metros quadrados somente. Drosera regia é encontrada em uma vegetação fynbos natural entre densas espartinas (capim-do-pântano). O habitat fynbos é semelhante a um matagal baixo ou charneca, dominado por baixos arbustos perenifólios.
A altitude mais baixa onde a D. regia é encontrada é caracterizada por solos permanentemente úmidos, os quais consistem principalmente de um terraço de cascalho formado a partir do antigo leito de um riacho. As plantas crescem em uma areia de quartzito turfoso, muitas vezes com uma cobertura de cascalhos. Rizomas de plantas adultas crescem acima do solo e entre gramíneas e ciperáceas associadas quando não há cascalho e abaixo do solo quando a camada de cascalho. A vegetação associada inclui espécies de Leucadendron e membros das famílias Cyperaceae, Iridaceae e Restionaceae. O habitat da D. regia depende de queimadas periódicas para impedir as plantas maiores de sufocá-la. Geada ocorre com pouca frequência no vale.

### Estado de conservação
Em um relatório de 2009 sobre uma viagem ao local feita em 2006, o botânico Andreas Fleischmann notou que a zona de maior altitude está coberta por plantas da família Restionaceae e ele não conseguiu localizar qualquer espécime de D. regia. O local de menor altitude apresentava condições semelhantes, tendo sido registradas aproximadamente 50 plantas maduras, tornando esta uma das espécies de Drosera mais criticamente ameaçadas. Embora a D. regia não tenha sido avaliada pelos padrões atuais da União Internacional para a Conservação da Natureza e dos Recursos Naturais (IUCN) para a classificação na Lista Vermelha de Espécies Ameaçadas, a Sociedade Internacional de Plantas Carnívoras reconheceu a D. regia em sua lista de espécies de plantas carnívoras em perigo. A Drosera regia também foi listada como "rara" em um relatório da IUCN no início de 1997, mas essas primeiras avaliações da IUCN eram muitas vezes mal documentadas e não são, portanto, invocadas atualmente. Inúmeros outros autores identificaram quão rara a D. regia é na natureza, considerando-a até mesmo "ameaçada de extinção".

## Taxonomia e histórico botânico
A Drosera regia foi originalmente descrita pela botânica sul-africana Edith Layard Stephens em 1926. O nome binomial Drosera regia é derivado da palavra grega droseros, que significa "coberto de orvalho" e o epíteto específico regia vem do latim e significa "real", uma referência ao que Stephens descreveu como sua "aparência impressionante". O gênero se refere coletivamente às orvalhinhas, enquanto a Drosera regia é comumente referida como "o rei das orvalhinhas". Stephens foi informada sobre esta nova espécie por Mr. J. Rennie, que encontrou várias plantas crescendo ao longo de um córrego na extremidade superior do "Baviaans Kloof", durante a Páscoa em 1923. Espécies adicionais foram localizadas em outro local mais elevado, num planalto entre South Ridge Peak e Observation Point. Uma segunda população foi localizada em 1926 a cerca de 6,5 km de distância abaixo do pico Slanghoek, perto das quedas d’água do rio Witte.
Stephens colocou D. regia na seção Psychophila Planch., que na época incluía D. arcturi, D. stenopetala, e D. uniflora, embora ela tenha notado que a inflorescência de muitas flores era incomum para este grupo. Em 1970, a botânica sul-africana Anna Amelia Obermeyer sugeriu que a D. regia não se encaixava em qualquer dos grupos taxonômicos estabelecidos por Ludwig Diels em sua monografia de 1906 sobre a família. Obermeyer notou características incomuns que punham a D. regia à parte de qualquer outra espécie de Drosera: pólen operculado, vernação circinada da folha, carpelos não divididos e rizomas lenhosos. Em 1994, Rüdiger Seine e Wilhelm Barthlott propuseram classificar a D. regia como a única espécie em um novo subgênero, Drosera subg. Regiae, para "dar reconhecimento adequado à posição isolada da D. regia dentro do gênero." Esta posição taxonômica foi afirmada por Jan Schlauer em sua chave dicotômica e em revisões taxonômicas publicadas em 1996. Também em 1996, dois pesquisadores, Jindřich Chrtek e Zdeňka Slavíková, propuseram mudanças à taxonomia do gênero separando D. regia em seu próprio gênero  monotípico,Freatulina. Chrtek e Slavíková citaram as muitas diferenças morfológicas entre a D. regia e qualquer outro membro do gênero Drosera em apoio à sua decisão de faze esta divisão taxonômica. Eles reafirmaram suas propostas taxonômicas em um artigo publicado em 1999, que também incluía a divisão das Drosera tuberosas, membros do subgênero Ergaleium, ao nível do gênero Sondera ressuscitado por Johann Georg Christian Lehmann. Estas revisões taxonômicas, no entanto, não receberam qualquer apoio por especialistas, tendo sido rejeitadas ou largamente ignoradas por publicações recentes sobre o gênero.

### Relações evolucionárias
A análise filogenética das características morfológicas e das sequências genéticas tem fornecido evidências sobre a sua posição basal dentro do gênero há muito suspeita sobre a D. regia, muitas vezes considerada como a mais antiga de todas as espécies extantes de Drosera. Sua morfologia distinta e suas características de sobrevivência únicas, aquelas que ela provavelmente compartilha com o ancestral comum de todas as Drosera, tais como pólen operculado, levaram os primeiros pesquisadores a sugerir sua posição ancestral no gênero. A primeira análise cladística baseada em dados morfológicos e de rbcL confirmou estas ideias e sugeriu que a D. regia formasse um clado irmão à todas as outras Drosera pesquisadas, com a Dionaea muscipula formando um clado irmão a todas as Drosera. Em 2002, uma análise mais profunda baseada em dados morfológicos, em rDNA 18S nuclear e em DNA plastídeo (rbcL, matK, atpB), confirmou estas relações, dando apoio à posição basal da D. regia no gênero e ao seu relacionamento próximo com a Dionaea e a Aldrovanda. Uma nova análise em 2003 revelou uma relação próxima entre a D. regia e a D. arcturi, ambas agrupadas basalmente em relação a todas as outras Drosera, sugerindo uma ligação entre a D. regia e todas as outras Drosera através da sua ligação com a D. arcturi.
O mecanismo de captura da Dionaea e da Aldrovanda terá evoluído a partir da armadilha do tipo "colante" semelhante à da D. regia e estas evidências são defendidas com base em dados filogenéticos moleculares. Os dados fisiológicos e moleculares implicam que as jaulas da Vênus pega-moscas (Dionaea) e da Aldrovanda evoluíram de armadilhas colantes de um ancestral comum com a Drosera; a evidência viva de uma ligação entre Drosera e Dionaea é a D. regia e suas caracterísicas remanescentes. Neste modelo evolucionário, as pré-adaptações para a evolução em jaula foram identificas em várias espécies de Drosera, como o rápido movimento de folha e tentáculo. O modelo propõe que a evolução das plantas carnívoras para jaula de colante da Drosera foi conduzido pelo aumento do tamanho das presas. Presas maiores podem facilmente escapar da mucilagem pegajosa das colantes e a evolução das tipo jaulas preveniria amplamente a fuga e o cleptoparasitismo (roubo da presa capturada pela planta antes que esta possa tirar qualquer benefício desta).

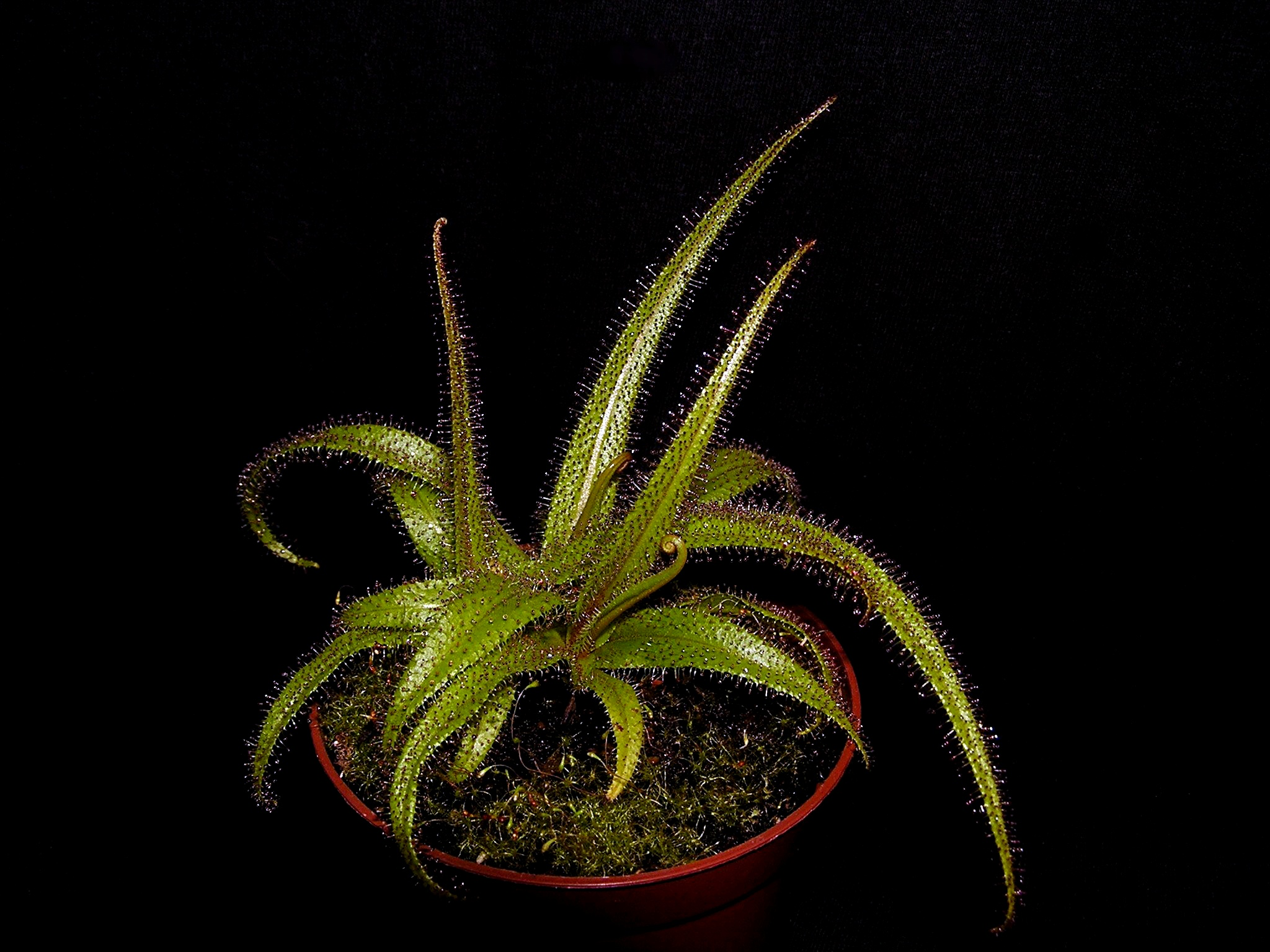
D.regia em cultivo.

## Cultivo
O cultivo de Drosera regia foi tentado antes da descrição formal da espécie, em 1926. A autora, Edith Layard Stephens, informou ter tido êxito no cultivo da D. regia, observando que tal sucesso dependeu de "uma atmosfera úmida e relativamente fria", semelhante à de seu ambiente nativo.
Drosera regia é frequentemente descrita como uma espécie difícil de cultivar, embora relatórios modernos sobre seu cultivo têm indicado quais foram as condições em se obteve os melhores resultados. Para o crescimento ideal, D. regia parece exigir boa drenagem do solo e níveis apropriados de luminosidade, preferencialmente em temperaturas baixas. Noites frias e dias quentes induzem a um crescimento vigoroso. A reprodução assexual dá-se frequentemente através de pequenos cortes da raiz ao invés de corte das suas folhas, as quais tendem a apodrecer antes que raízes possam se formar. A germinação da semente ocorre de tão cedo quanto 10 dias a 3 ou 4 semanas com sementes frescas, mais rápido que muitas outras espécies de Drosera. A germinação é fanerocotiledonar ( cotilédones não glandulares expostas, revestimentos de semente), com as primeiras folhas verdadeiras sendo de disposição alternada.
Em 2004, William Joseph Clemens registrou o único cultivar deste espécie, 'Big Easy' D. regia. Ele tem a fama de ser mais robusto que outros clones da espécie e também mais compacto com comprimento máximo das folhas de 23 cm. Sob suas condições de cultura, 'Big Easy' também nunca floresceu ou ficou dormente. Clemens obteve sua D. regia originalmente de um fornecedor em uma conferência da Sociedade Internacional de Plantas Carnívoras, realizada em 2000. Após investigação suficiente, ele registrou o novo cultivar em uma edição de 2004 do Carnivorous Plant Newsletter, a publicação trimestral da Sociedade Internacional de Plantas Carnívoras.